# Beaussault
Beaussault est une commune française située dans le département de la Seine-Maritime en région Normandie.

## Géographie
|               | Flamets-Frétils |                |
| Nesle-Hodeng  | Beaussault      | Conteville     |
| Mesnil-Mauger | Compainville    | Gaillefontaine |

### Hydrographie
La commune est située dans le bassin Seine-Normandie. Elle est drainée par l'Arques, Cours d'Eau 01 de la Commune de Beaussault et Ruisseau de Plain Champ,,.
L'Arques, d'une longueur de 67 km, prend sa source dans la commune de Gaillefontaine, à une altitude de 204 m (le cours d'eau porte alors le nom de rivière de la Béthune) et se jette  dans la Manche à Dieppe, après avoir traversé 24 communes. 

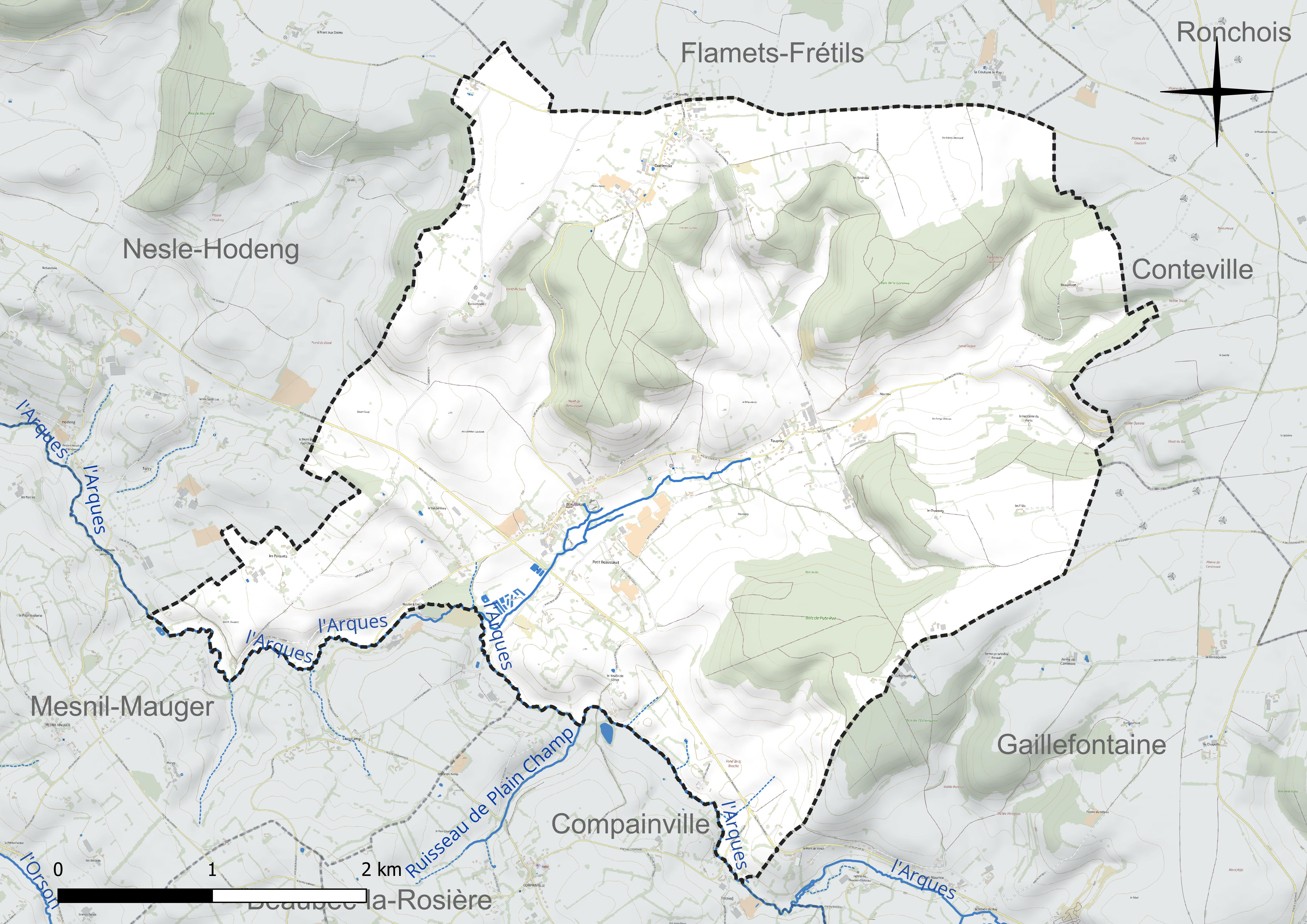
Réseau hydrographique de Beaussault.

### Climat
Pour des articles plus généraux, voir Climat de la Normandie et Climat de la Seine-Maritime.
En 2010, le climat de la commune est de type climat océanique dégradé des plaines du Centre et du Nord, selon une étude du CNRS s'appuyant sur une série de données couvrant la période 1971-2000. En 2020, Météo-France publie une typologie des climats de la France métropolitaine dans laquelle la commune est exposée à un climat océanique et est dans la région climatique Côtes de la Manche orientale, caractérisée par un faible ensoleillement (1 550 h/an) ; forte humidité de l’air (plus de 20 h/jour avec humidité relative > 80 % en hiver), vents forts fréquents. Parallèlement le GIEC normand, un groupe régional d’experts sur le climat, différencie quant à lui, dans une étude de 2020, trois grands types de climats pour la région Normandie, nuancés à une échelle plus fine par les facteurs géographiques locaux. La commune est, selon ce zonage, exposée à un « climat contrasté des collines », correspondant au Pays de Bray, bien arrosé et frais.
Pour la période 1971-2000, la température annuelle moyenne est de 10,2 °C, avec une amplitude thermique annuelle de 14,3 °C. Le cumul annuel moyen de précipitations est de 872 mm, avec 13,9 jours de précipitations en janvier et 8,5 jours en juillet. Pour la période 1991-2020, la température moyenne annuelle observée sur la station météorologique la plus proche, située sur la commune de Bouelles à 6 km à vol d'oiseau, est de 10,7 °C et le cumul annuel moyen de précipitations est de 838,4 mm,. Pour l'avenir, les paramètres climatiques de la commune estimés pour 2050 selon différents scénarios d’émission de gaz à effet de serre sont consultables sur un site dédié publié par Météo-France en novembre 2022.

## Urbanisme

### Typologie
Au 1er janvier 2024, Beaussault est catégorisée commune rurale à habitat dispersé, selon la nouvelle grille communale de densité à sept niveaux définie par l'Insee en 2022.
Elle est située hors unité urbaine et hors attraction des villes,.

### Occupation des sols
L'occupation des sols de la commune, telle qu'elle ressort de la base de données européenne d’occupation biophysique des sols Corine Land Cover (CLC), est marquée par l'importance des territoires agricoles (75,3 % en 2018), une proportion identique à celle de 1990 (75,3 %). La répartition détaillée en 2018 est la suivante : 
prairies (40,5 %), terres arables (34,4 %), forêts (23,4 %), zones urbanisées (1,3 %), zones agricoles hétérogènes (0,4 %). L'évolution de l’occupation des sols de la commune et de ses infrastructures peut être observée sur les différentes représentations cartographiques du territoire : la carte de Cassini (XVIIIe siècle), la carte d'état-major (1820-1866) et les cartes ou photos aériennes de l'IGN pour la période actuelle (1950 à aujourd'hui).

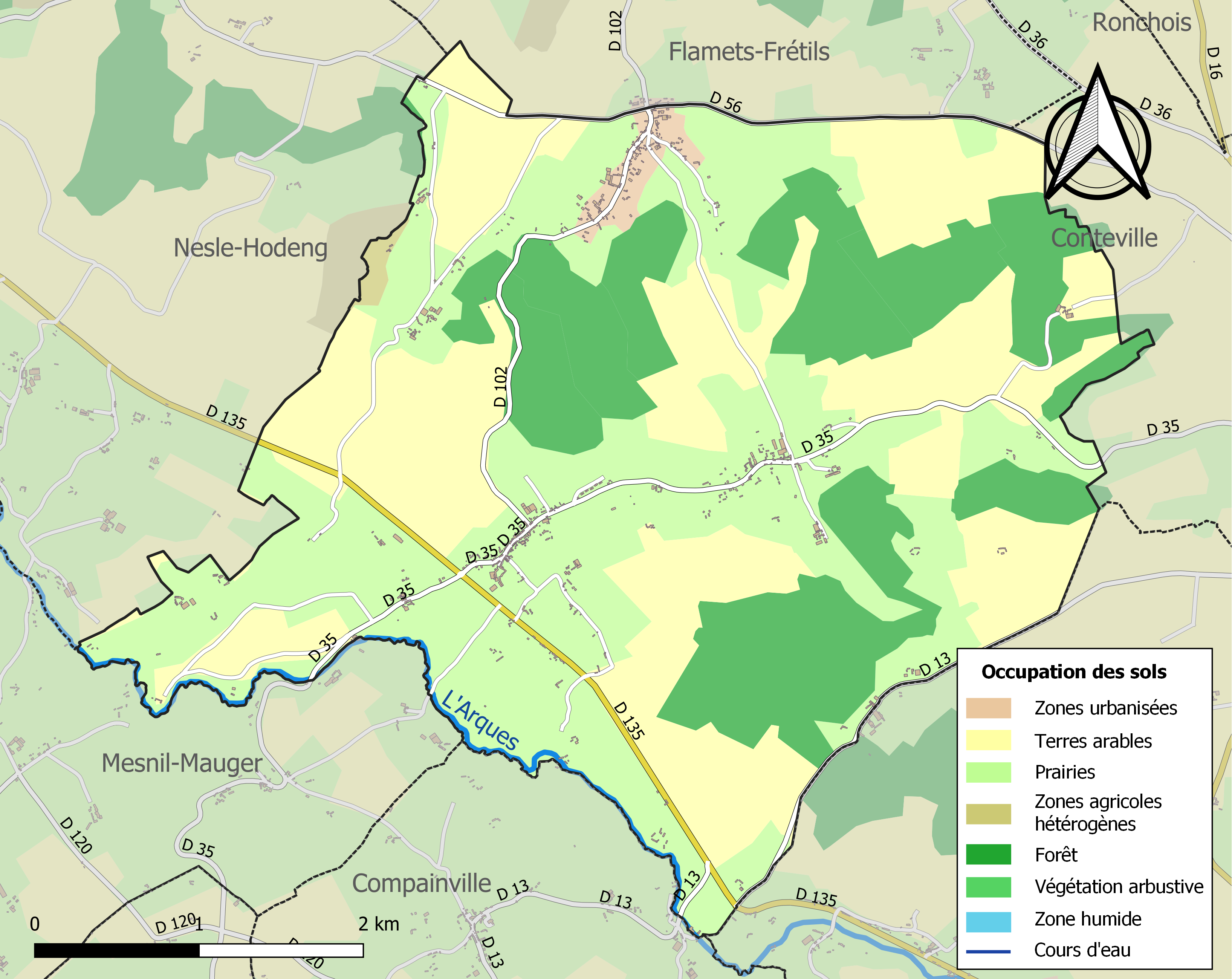
Carte des infrastructures et de l'occupation des sols de la commune en 2018 (CLC).

## Toponymie
Le nom de la localité est attesté sous la forme Belsas vers 1043 (Archives de Seine-Maritime, 14 H 829.); de Belsast au XIIe siècle (Archives de Seine-Maritime, 53 H.); Belsalt au XIIe siècle; de Belsaltu (milieu XIIe siècle); Belsast en 1214; de Belsalt en 1170; Belsart en 1174; de Belsath (1181-1189); Bello Sacco en 1202; de Bello Saltu vers 1240; Apud Bellum Saltum en 1248; de Bello Saltu en 1261; Belli Saltus en 1263.
« Cette forme et les graphies similaires attestées dans des sources du XIIe siècle et du début du XIIe obligent à rejeter l'interprétation par beau sault de l'ancien  français « défilé forestier ». Les graphies du type Bellus saltus, qui se répandent au XIIIe siècle, sont en fait des interprétations d'un toponyme devenu inintelligible ». On peut envisager un rapprochement avec le mot d'origine gauloise belsa, traduit par campus, « plaine ».
François de Beaurepaire ne tient pas compte de ces objections et se range derrière l'opinion d’Albert Dauzat et y voit un « beau bois », de l'ancien français sault « bois » en se basant sur la régularité des formes anciennes impliquant ce sens et argant du fait que le village se trouve dans un secteur forestier. Ce genre de formation est similaire au type Jolibois, attesté par exemple à Criel-sur-Mer avec le Mont Jolibois et la formation scandinave Faguillonde (Lammerville, Fagherlunda 1155) de fagr « beau » et lundr « bosquet, bois », d'où le sens « beau bois ». Ces lieux sont tous deux situés dans le même département.

## Politique et administration
| Période                                  | Période                    | Identité         | Étiquette | Qualité                        |
| ---------------------------------------- | -------------------------- | ---------------- | --------- | ------------------------------ |
| Les données manquantes sont à compléter. |                            |                  |           |                                |
| 1912                                     | 1921                       | Albert Sacquépée |           |                                |
| 1921                                     | 1924                       | Léon Bance       |           |                                |
| août 1924                                | mai 1929                   | Arthur Letellier |           |                                |
| mai 1929                                 | 1945                       | Raoul Fournier   |           |                                |
| 1945                                     | 1953                       | Ambroise Brunet  |           |                                |
| mai 1953                                 | 1980                       | Marcel Foulon    |           |                                |
| 1980                                     | 2001                       | Raoul Fournier   |           |                                |
| mars 2001                                | 2014                       | Lionel Legrand   |           |                                |
| 2014                                     | En cours (au 10 août 2020) | Laurent Fournier |           | Réélu pour le mandat 2020-2026 |

## Démographie
L'évolution du nombre d'habitants est connue à travers les recensements de la population effectués dans la commune depuis 1793. Pour les communes de moins de 10 000 habitants, une enquête de recensement portant sur toute la population est réalisée tous les cinq ans, les populations de référence des années intermédiaires étant quant à elles estimées par interpolation ou extrapolation. Pour la commune, le premier recensement exhaustif entrant dans le cadre du nouveau dispositif a été réalisé en 2008.

En 2022, la commune comptait 411 habitants, en stagnation par rapport à 2016 (Seine-Maritime : +0,35 %, France hors Mayotte : +2,11 %).
| 1793 | 1800 | 1806  | 1821  | 1831  | 1836  | 1841  | 1846  | 1851  |
| ---- | ---- | ----- | ----- | ----- | ----- | ----- | ----- | ----- |
| 936  | 999  | 1 001 | 1 069 | 1 131 | 1 105 | 1 135 | 1 113 | 1 116 |

| 1856  | 1861  | 1866  | 1872 | 1876 | 1881 | 1886 | 1891 | 1896 |
| ----- | ----- | ----- | ---- | ---- | ---- | ---- | ---- | ---- |
| 1 032 | 1 021 | 1 040 | 952  | 897  | 884  | 914  | 849  | 826  |

| 1901 | 1906 | 1911 | 1921 | 1926 | 1931 | 1936 | 1946 | 1954 |
| ---- | ---- | ---- | ---- | ---- | ---- | ---- | ---- | ---- |
| 793  | 768  | 669  | 648  | 650  | 613  | 671  | 592  | 625  |

| 1962 | 1968 | 1975 | 1982 | 1990 | 1999 | 2006 | 2008 | 2013 |
| ---- | ---- | ---- | ---- | ---- | ---- | ---- | ---- | ---- |
| 613  | 581  | 511  | 408  | 367  | 369  | 381  | 385  | 415  |

| 2018 | 2022 | - | - | - | - | - | - | - |
| ---- | ---- | - | - | - | - | - | - | - |
| 410  | 411  | - | - | - | - | - | - | - |

## Culture locale et patrimoine

### Lieux et monuments
- Chapelle Saint-Sauveur (Toupray).
- Église Saint-Germain.
- Église Saint-Jean-Baptiste (Grattenoix).
- Château de Beaussault, au sud du village, reste d'un donjon et d'une enceinte flanquée de tours et précédée d'une barbacane[25],[26].

### Cartes postales anciennes

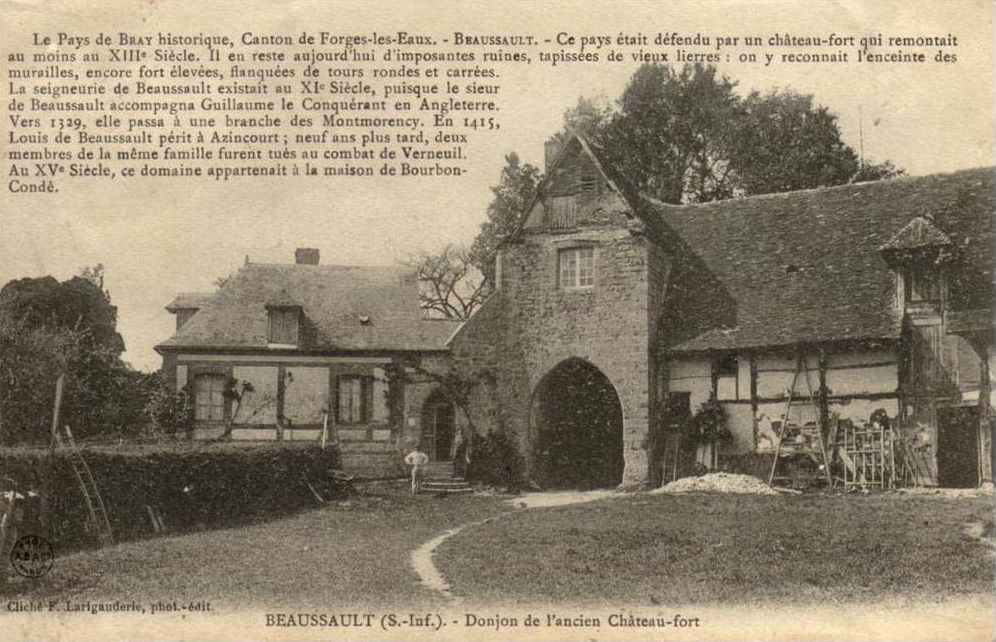
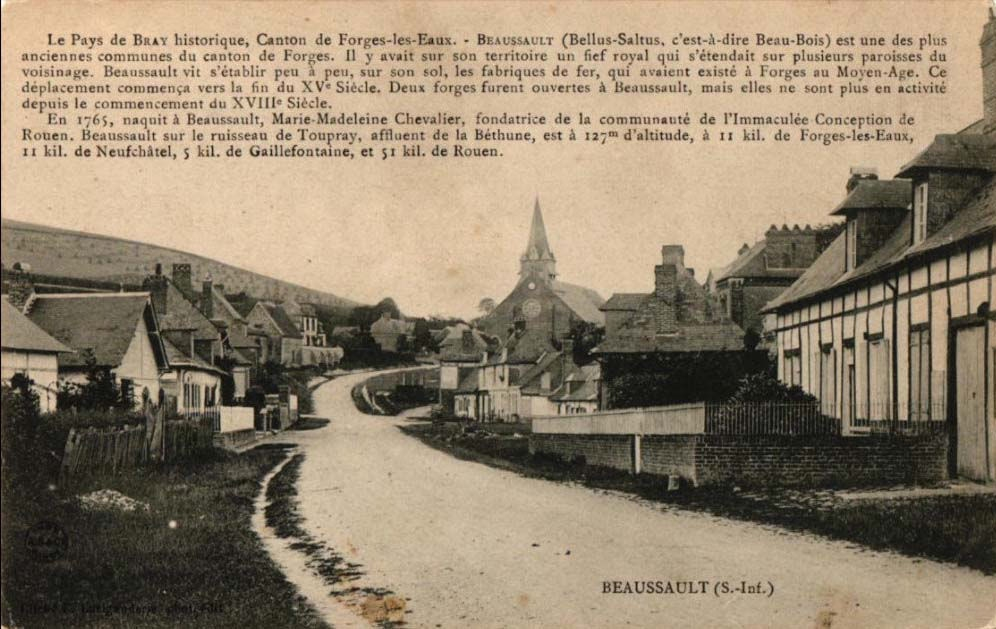
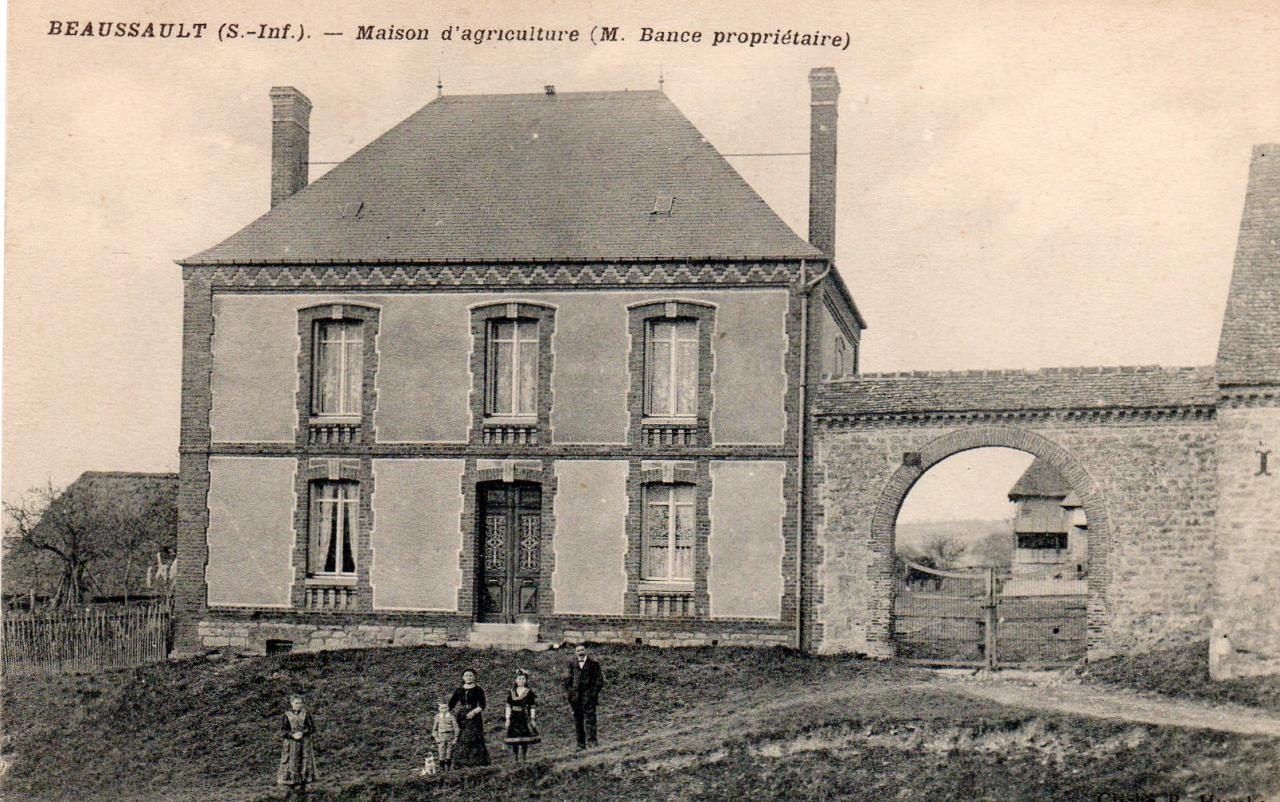
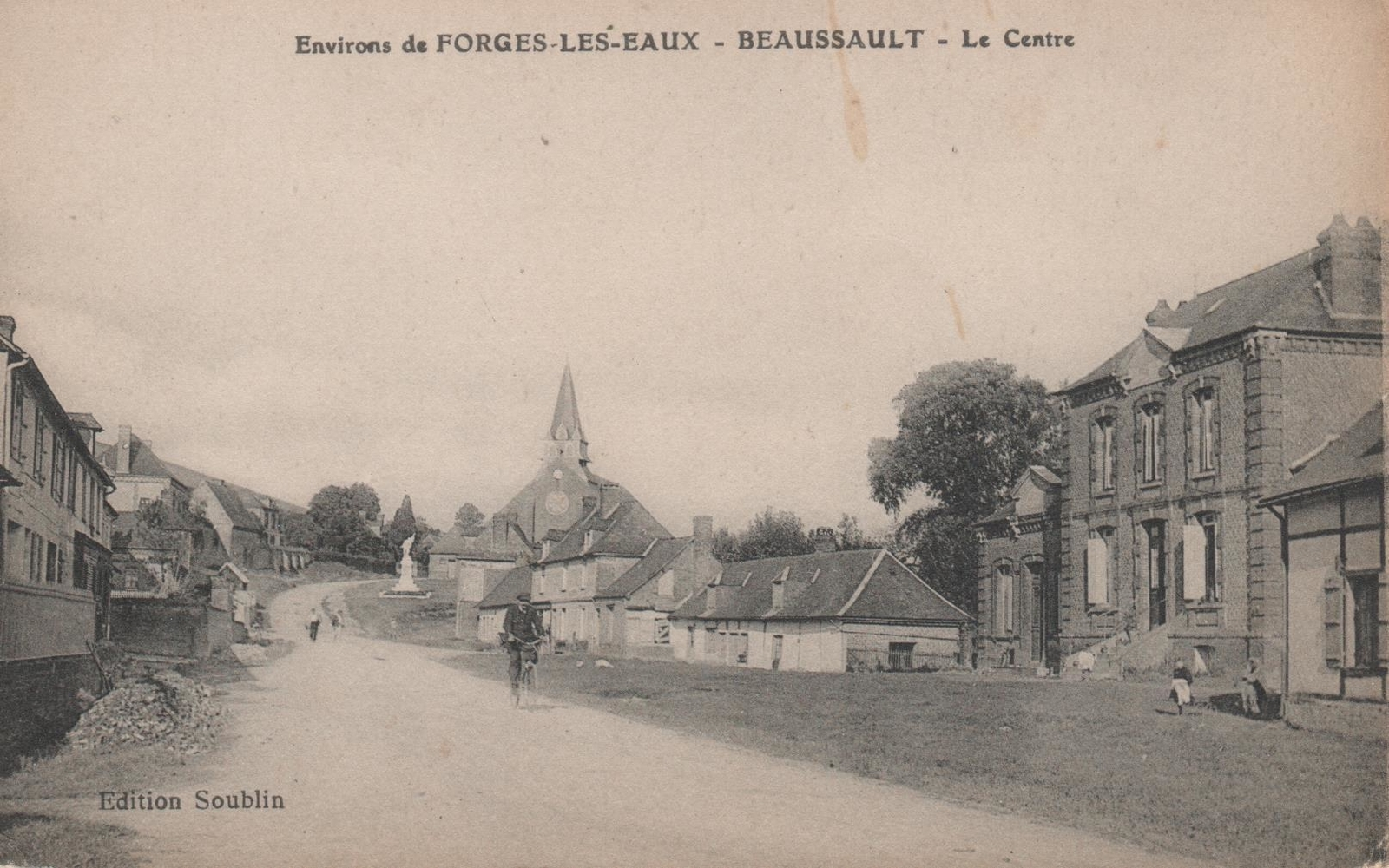
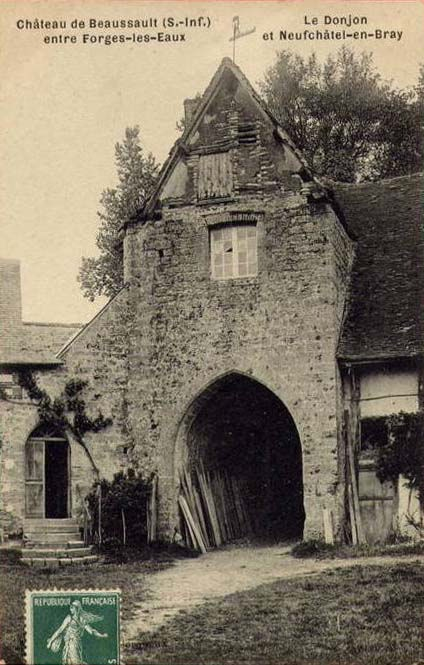
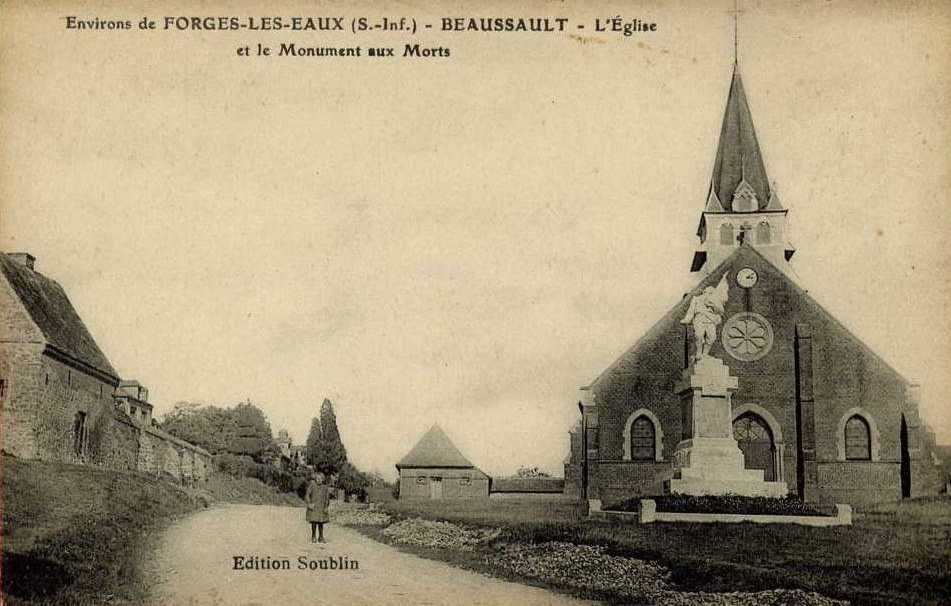

## Héraldique
| Blason à dessiner | Blason  | Écartelé : au 1er, d'argent à l'écusson de gueules chargé de deux léopards d'or, armés et lampassés d'azur, l'un sur l'autre ; aux 2e et 3e, d'or à quatre alérions d'azur, 2 et 2 ; au 4e, d'or à l'écusson d'argent chargé d'un chêne au naturel terrassé d'or; à la croix de gueules brochant sur la partition. |
| Blason à dessiner | Détails | Ces armoiries sont calquées sur les armoiries de la famille de Montmorency (anciens propriétaires du chateau), les premiers et quatrième quartiers étant modifiés par rapport au modèle : Au premier quartier, l'écu est celui des armoiries de la Normandie. Au quatrième, l'arbre évoque le nom du village, Bellum Saltum (beau petit bois). * Il y a là non-respect de la règle de contrariété des couleurs : ces armes sont fautives (or sur argent). Adopté le 19 mars 2021. |